# Cuori incrociati
Cuori incrociati (Crooked Hearts) è un film statunitense del 1991 diretto e scritto da Michael Bortman.